# Češka hokejska reprezentanca (1911-14)
Češka hokejska reprezentanca je obstajala od 1911 do 1914. Zatem je Češka, kraljestvo znotraj Avstro-ogrske, postala del Češkoslovaške, še ene hokejske velesile. Po razpadu Češkoslovaške je češka hokejska reprezentanca nadaljevala tradicijo stare češke reprezentance. 

## Nastopi na Evropskih prvenstvih

### Evropsko prvenstvo 1911
Uvrstitev: 1. mesto

#### Tekme
| Češka | 13 - 0 | Švica   |
| Češka | 4 - 1  | Nemčija |
| Češka | 3 - 0  | Belgija |

### Evropsko prvenstvo 1912
Uvrstitev: 1. mesto

#### Tekme
| Češka | 5 - 0 | [[Slika:{{{flag alias-cesarstvo}}}\|22x20px\|border]] Avstrija |
| Češka | 2 - 2 | Nemčija                                                        |

Prvenstvo je uradno nepriznano, ker prirediteljica prvenstva, Avstro-Ogrska, ni bila članica Mednarodne hokejske zveze.

### Evropsko prvenstvo 1913
Uvrstitev: 2. mesto

#### Tekme
| Češka | 4 - 4 | Belgija                                                        |
| Češka | 4 - 2 | Nemčija                                                        |
| Češka | 7 - 0 | [[Slika:{{{flag alias-cesarstvo}}}\|22x20px\|border]] Avstrija |

### Evropsko prvenstvo 1914
Uvrstitev: 1. mesto

#### Tekme
| Češka | 9 - 1 | Belgija |
| Češka | 2 - 0 | Nemčija |

## Reprezentanti z evropskim naslovom
| - Jan Hamáček (1911) - Karel Wälzer (1914) - Václav Pondělíček (1914) - Otakar Vindyš (1911) - Jan Palouš (1911, 1914) | - Jan Fleischmann (1911, 1914) - Jaroslav Jirkovský (1911, 1914) - Jaroslav Jarkovský (1911) - Josef Rublič (1911) - Josef Šroubek (1911) | - Miloslav Fleischmann (1911) - Josef Loos (1914) - František Rublič (1914) - Karel Pešek (1914) - Josef Páral (1914) |

## Statistika
- Prva tekma: 23. januar 1909, Chamonix, Francija:  Francija 8-1  Češka
- Zadnja tekma: 24. februar 1940, Garmisch, Nemčija:  Češka 5-0  Nemčija
- Najvišja zmaga: 18. januar 1914, Les Avants, Švica:  Češka 17-0  Belgija
- Najvišji poraz: 24. januar 1909, Chamonix, Francija:  Združeno kraljestvo 11-0  Češka